# Vassy (chanteuse)
Pour les articles homonymes, voir Vassy.
Vassy de son vrai nom Vasiliki Karagiorgos, née le 15 mars 1983 à Darwin, dans le Territoire du Nord, est une chanteuse et auteure-interprète australienne. Après trois albums en solo, elle se fait plus particulièrement connaitre en collaborant avec de nombreux DJ de référence et en participant comme invitée de ceux-ci lors de plusieurs événements. Son titre We Are Young se voit classé no 1 au Hot Dance Club Songs.

## Biographie

### Jeunesse
Vassy, née à Darwin, dans le Territoire du Nord, en Australie, est issue de parents immigrés d'origine grecque (plus précisément de Florina). Elle chante depuis qu'elle est toute petite, participant même à la chorale de son école. Gipsy Woman de Crystal Waters sera l'élément déclencheur lui donnant goût à l'EDM. Elle fait une partie de ses études à Aix-en-Provence et parle donc français couramment.

### Carrière
Elle est découverte en 2003 après avoir gagné un concours de talent, nommé Unearthed sur la chaîne de radio locale, Triple J,,. 
Engagée par Warner Bros cette même année, elle fait paraître son premier album My Affection, en 2005, précédé par le single Wanna Fly. 
Un contrat de distribution américain est signé en 2006, et lui permettent de faire paraître ses singles dans le film Vacances sur ordonnance avec Queen Latifah, dans des séries télévisées telles que Grey's Anatomy et Ugly Betty, ainsi que dans des publicités pour les sociétés Sprite et Hilton Hotels,. 
En 2008, elle signe au label Ultra Records, et fait paraître son premier single aux États-Unis en 2010 intitulé History. Vers cette époque, elle décide de s'installer dans ce pays.
Vassy continue à se populariser grâce à des campagnes marketing en collaboration avec Google, Victoria's Secret, et Nike. 
En 2012, elle fait paraître son album, Beautiful Day, en collaboration avec les artistes Tim Myers, Charlie Midnight, et Skylar « EXC » Mones. Son single We Are Young atteint la première place du Hot Dance Club Songs de Billboard,. 
En 2014, elle participe à la chanson Bad en collaboration avec David Guetta et Showtek, qui atteint la première place des classements musicaux de nombreux pays,. Elle se retrouve aussi en featuring avec Scooter pour leur nouvel album, sur deux titres : Today et Radiate. 
Elle collabore également avec le néerlandais Tiësto sur son titre Secrets, paru en 2015. Ce dernier l'invite à monter sur scène lors de ses sets aux États-Unis. D'autres collaborations rythment sa carrière, comme avec KSHMR ou Sultan et Ned Shepard, ce qui la rend « incontournable » d'après DJ Magazine.

## Discographie

### Albums studio
- 2005 : My Affection (2005)[10]
- 2012 : Beautiful Day
- 2016 :  We Are Young

### EP
- 2011 : The Acoustics

### Singles
- 2005 : Loverman
- 2005 : Get Busy
- 2005 : Kick My Ass
- 2005 : My Affection
- 2005 : Fight It
- 2005 : Made In Heaven
- 2005 : No Boss of Me
- 2005 : Possible
- 2005 : No Sugar No Love
- 2010 : History
- 2011 : Desire
- 2012 : We Are Young (feat. Sultan & Ned Shepard)
- 2014 : Mad
- 2014 : Bad (feat. David Guetta & Showtek)
- 2014 : Today (avec Scooter)
- 2014 : Hustlin (avec Crazibiza & Dave Audé)
- 2015 : Boss (avec Helena)
- 2015 : Secrets (feat. Tiësto & KSHMR)
- 2015 : Radiate (avec Scooter)
- 2015 : Satisfied (feat. Showtek)
- 2015 : Intergalactic (avec Tiko's Groove)
- 2015 : Million Pieces (avec Audiobot)
- 2015 : Tomorrow Never Dies (avec Markus Schulz)
- 2016 : Even If (avec Benny Benassi)
- 2016 : I Should Have Said (avec Playmen)
- 2016 : Nothing To Lose
- 2016 : Cracked Wall (avec Florian Picasso)
- 2017 : Lost (avec Afrojack)
- 2017 : Faster Than A Bullet (avec Tiësto)

## Classements
| Titre                                    | Année | Meilleure position | Meilleure position | Meilleure position | Meilleure position | Meilleure position | Meilleure position | Meilleure position | Meilleure position | Meilleure position | Meilleure position | Certification                           | Album             |
| Titre                                    | Année | FRA                | AUS                | AUT                | BEL (WA)           | ALL                | P-B.               | SUÈ                | SUI                | R.-U               | US                 | Certification                           | Album             |
| ---------------------------------------- | ----- | ------------------ | ------------------ | ------------------ | ------------------ | ------------------ | ------------------ | ------------------ | ------------------ | ------------------ | ------------------ | --------------------------------------- | ----------------- |
| BAD (David Guetta & Showtek, avec Vassy) | 2014  | 6                  | 5                  | 16                 | 16                 | 19                 | 26                 | 2                  | 39                 | 22                 | —                  | - ARIA : or - IFPI SUÈ : double-platine | Listen            |
| Today (Scooter avec Vassy)               | 2014  | 23                 | —                  | 17                 | —                  | 75                 | —                  | —                  | 30                 | 25                 | —                  |                                         | The Fifth Chapter |
| Secrets (Tiësto et KSHMR, avec Vassy)    | 2015  | —                  | 55                 | —                  | 33                 | —                  | 31                 | 80                 | 31                 | —                  | —                  |                                         |                   |
| Satisfied (Showtek avec Vassy)           | 2015  | —                  | —                  | —                  | —                  | —                  | —                  | —                  | —                  | —                  | —                  |                                         |                   |
| Radiate (Scooter avec Vassy)             | 2015  | —                  | —                  | —                  | —                  | —                  | —                  | —                  | —                  | —                  | —                  |                                         | The Fifth Chapter |
| Burn (Scooter avec Vassy)                | —     | —                  | —                  | —                  | —                  | —                  | —                  | —                  | —                  | —                  | —                  |                                         | Ace               |